# غزو نادر شاه لمغول الهند

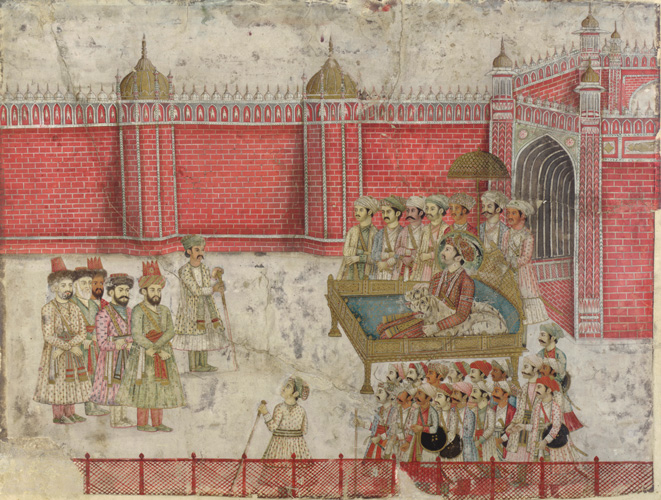
مبعوث الإمبراطور المغولي والوفد الأفشاري يتفاوضون.

غزا الإمبراطور نادر شاه، شاه بلاد فارس (1736-1747) ومؤسس سلالة الأفشاريد في بلاد فارس، شمال الهند، وهاجم في النهاية دلهي في مارس 1739. هزم جيشه بسهولة المغول في معركة كارنال وسيطر في النهاية على عاصمة المغول في أعقاب المعركة.
كان انتصار نادر شاه على الإمبراطورية المغولية الضعيفة والمتداعية في الشرق الأقصى يعني أنه قادر على العودة واستئناف الحرب ضد العدو اللدود لبلاد فارس، الإمبراطورية العثمانية المجاورة، وكذلك الحملات الأخرى في شمال القوقاز وآسيا الوسطى.

## مقدمة
أصبح نادر شاه الحاكم الفارسي عام 1730. استولت قواته على أصفهان من السلالة الصفوية وأسست السلالة الأفشارية في ذلك العام. في عام 1738، غزا نادر شاه قندهار، آخر بؤرة استيطانية لسلالة هوتاكي في أفغانستان، ثم بدأ في شن غارات عبر جبال هندو كوش إلى شمال الهند، التي كانت في ذلك الوقت تحت حكم إمبراطورية المغول. أثناء انتقاله إلى الأراضي المغولية، رافقه بإخلاص رعايته الجورجية والملك المستقبلي لشرق جورجيا، إريكلي الثاني، الذي قاد وحدة جورجية كقائد عسكري كجزء من قوة نادر.
تم إضعاف إمبراطورية المغول بسبب حروب الخلافة المدمرة في العقود الثلاثة التي أعقبت وفاة أورنجزيب. استولى المراثا على مساحات شاسعة من الأراضي في وسط وشمال الهند، بينما أكد العديد من النبلاء المغول استقلالهم وأسسوا دولًا صغيرة. أثبت حاكم المغول، محمد شاه، عدم قدرته على وقف تفكك الإمبراطورية. كانت الدفاعات في أفغانستان، على وجه الخصوص، ضعيفة بعد الانتفاضات القبلية التي قام بها البشتون على الحدود الشمالية. كانت إدارة البلاط الإمبراطوري فاسدة وضعيفة. ومع ذلك، كانت البلاد غنية للغاية وكان ازدهار دلهي ومكانتها لا يزالان على ارتفاع. نادر شاه، الذي اجتذبه ثروة البلاد، سعى إلى النهب مثل العديد من الغزاة الأجانب قبله. كانت دلهي واحدة من أغنى العواصم في العالم في ذلك الوقت. من بين العوالم الإسلامية الثلاثة العظيمة في القرن الثامن عشر، العثماني والفارسي والمغول، كان المغول الأكثر ثراءً وروعة.
طلب نادر من محمد شاه إغلاق حدود موغال حول كابول حتى لا يتمكن المتمردون الأفغان الذين كان يقاتلهم من اللجوء إلى كابول. على الرغم من موافقة الإمبراطور، إلا أنه عمليا لم يتخذ أي إجراء. استغل نادر هذا كذريعة للحرب. قبل الشروع في حملته، أقال نادر أصفهان بشكل أو بآخر من أجل المال والإمدادات لجيشه. جنبا إلى جنب مع رعايته الجورجية إريكلي الثاني (هرقل الثاني)، الذي شارك في الحملة كقائد يقود وحدة من القوات الجورجية، بدأ في الزحف إلى أراضي موغال في 10 مايو 1738.

## الغزو
عبر نادر شاه أراضي المغول في نبع مخر وتوقف عند قره باغ جنوب غزنة. تم إرسال مفرزة تحت قيادة نجل نادر، نصر الله، لمهاجمة الأفغان في غرباند وباميان. عندما هرب والي غزنة عند سماع اقتراب نادر، قدم القاضي والعلماء وأثرياء غزنة الهدايا للغزاة وقدموا لنادر عندما دخل يوم 31 مايو. في غضون ذلك، هزمت الكتيبة الأخرى الأفغان، وعفو عن كل من استسلم، وفرضت عقوبات قاسية على من قاوموا.
مع أمان جناحه، كان نادر حراً في السير إلى كابول. حاول كبار رجال المدينة الاستسلام بسلام، لكن شارزا خان قرر المقاومة. في 10 يونيو، وصل نادر إلى المدينة وانطلقت الحامية لمحاولة مهاجمة الفرس، الذين انسحبوا بعد ذلك إلى مسافة آمنة حيث يمكنهم محاصرة المدينة. وصل نادر في الحادي عشر وقام بمسح دفاعات المدينة من أعلى الصخرة السوداء. حاولت الحامية الهجوم مرة أخرى، لكن الجيش الفارسي طردها. كانت المدينة محاصرة لمدة أسبوع حتى يوم 19 يونيو، وانهار برج آقا بن، واستسلمت القلعة.
استقر نادر في كابول لتولي شؤون المحافظة. تلقى كلمة مفادها أن الإمبراطور المغولي لن يتلقى رسالة نادر إليه، ولن يترك سفيره يغادر. ردًا على ذلك، أرسل مبعوثًا إلى البلاط الإمبراطوري، وأعرب عن رغبته الوحيدة في تقديم خدمة للمغول وتخليصهم من الأفغان؛ كيف تسببوا في المزيد من الضرر للهند، وأن عداء حامية كابول أجبره على قتالهم. تم إرجاع المبعوث الذي تم إرساله لتسليم الرسالة إلى جلال آباد، ثم قُتل على يد زعيم قبلي مجاور.
أثناء حدوث ذلك، غادر نادر كابول بسبب نقص الإمدادات وبدأ في غانداماك في 25 أغسطس. وصل الأفشارون إلى جلال أباد ونهبوا المدينة في 7 سبتمبر انتقاما لمقتل ساعي نادر. أرسل نادر ابنه رضا إلى إيران (3 نوفمبر).

## غزو البنجاب
في 6 نوفمبر، استؤنفت المسيرة عبر الهند. ناصر خان، الحاكم المغولي لأفغانستان، كان في بيشاور عندما سمع بغزو نادر شاه. قام على عجل بتجميع حوالي 20000 ضرائب قبلية سيئة التدريب والتي لن تتناسب مع جنود نادر المخضرم. سار نادر بسرعة عبر الطريق المنحدر وطوق جيش المغول عند ممر خيبر ودمره. بعد ثلاثة أيام من المعركة، احتل نادر بيشاور دون مقاومة.
في 12 ديسمبر، استأنفوا المسيرة. قاموا ببناء جسر فوق نهر السند بواسطة أتك وعبروا تشيناب بالقرب من وزير أباد في 8 يناير 1739. في معركة كارنال في 24 فبراير 1739، قاد نادر جيشه للفوز على المغول. استسلم محمد شاه ودخل كلاهما دلهي معًا. تم تسليم مفاتيح عاصمة دلهي إلى نادر. دخل المدينة في 20 مارس 1739 واحتل جناح شاه جيهان الإمبراطوري في القلعة الحمراء. تم ضرب عملات معدنية، وقيلت الصلوات باسمه في مسجد الجامع ومساجد أخرى في دلهي. في اليوم التالي، أقام الشاه دوربار عظيمًا في العاصمة.

## المذبحة
أدى احتلال الأفشاريد إلى ارتفاع الأسعار في المدينة. حاول مدير المدينة تثبيت الأسعار عند مستوى أدنى وأرسلت القوات الأفشارية إلى السوق في باهارجانج، دلهي لفرضها. إلا أن التجار المحليين رفضوا قبول الأسعار المنخفضة، مما أدى إلى اندلاع أعمال عنف تعرضت خلالها بعض القوات الأفشارية للاعتداء والقتل.
عندما انتشرت شائعة بأن نادر قد اغتيل على يد حارسة في القلعة الحمراء، هاجم بعض الهنود وقتلوا 3000 جندي أفشاريد خلال أعمال الشغب التي اندلعت ليلة 21 مارس. نادر، غاضبًا من عمليات القتل، انتقم بإصدار أوامر لجنوده بتنفيذ قتل عام في دلهي.
في صباح يوم 22 مارس، انطلق الشاه مرتديًا درعًا كاملاً وجلس في مسجد سونهري في روشان أود دول بالقرب من كوتوالي تشابوترا في وسط تشاندني تشوك. ثم قام، بمرافقة دق الطبول ودوي الأبواق، بفتح سيفه القتالي العظيم في ازدهار كبير أمام الهتافات العظيمة والصاخبة من القوات الأفشارية الحاضرة. كانت هذه إشارة لبدء الهجوم والمجازر. على الفور تقريبًا، وجه جيش الاحتلال الأفشاري المسلح بالكامل سيوفه وبنادقه إلى المدنيين العزل والعزل في المدينة. مُنح الجنود الأفشاريون الرخصة الكاملة للقيام بما يحلو لهم ووعدوا بنصيب من الثروة حيث نُهبت المدينة.
مناطق دلهي مثل تشاندني تشوك وداريبا كالان، فاتحبوري، فايز بازار، هاوز كازي، جوهري بازار وبوابات لاهوري وأجمري وكابولي، والتي كانت مكتظة بالسكان من قبل كل من الهندوس والمسلمين، سرعان ما تم تغطيتها بالجثث. لجأ المسلمون، مثل الهندوس، إلى قتل نسائهم وأطفالهم وأنفسهم بدلاً من الخضوع للجنود الأفشاريين.
في كلام التذكية:
«هنا وهناك تم عرض بعض المعارضة، ولكن في معظم الأماكن تم ذبح الناس بلا مقاومة. وضع الفرس أيديًا عنيفة على كل شيء وعلى الجميع. ولفترة طويلة، ظلت الشوارع مليئة بالجثث، مثل ممرات حديقة بأوراق وأزهار ميتة تحولت المدينة إلى رماد».
اضطر محمد شاه إلى التسول من أجل الرحمة. تم تسجيل هذه الأحداث المروعة في السجلات المعاصرة مثل تاريخ هندي لرستم علي، بيان واقي لعبد الكريم وتازكيرا أناند رام مخلص.

## إصابات
وتشير التقديرات إلى أنه خلال ست ساعات في يوم واحد، 22 مارس 1739، قُتل ما يقرب من 20.000 إلى 30.000 رجل وامرأة وطفل هندي على يد القوات الأفشارية خلال المذبحة في المدينة. الأرقام الدقيقة للضحايا غير مؤكدة، حيث أنه بعد المذبحة، تم دفن جثث الضحايا ببساطة في حفر دفن جماعي أو حرق جثثهم في محارق الجنازات الكبرى دون تسجيل أي سجل مناسب للأعداد التي تم حرقها أو دفنها. بالإضافة إلى ذلك، تم أخذ حوالي 10000 امرأة وطفل عبيدًا، وفقًا لممثل شركة الهند الشرقية الهولندية في دلهي.

## نهب
تم نهب المدينة لعدة أيام. تم فرض غرامة هائلة قدرها 20 مليون روبية على شعب دلهي. سلم محمد شاه المفاتيح إلى الخزانة الملكية، وفقد عرش الطاووس، إلى نادر شاه، الذي أصبح فيما بعد رمزًا للقوة الإمبراطورية الفارسية. ومن بين كنوز المجوهرات الرائعة الأخرى، حصل نادر أيضًا على ألماس كوه إي نور وداريا نور («جبل النور» و «بحر النور» على التوالي). هم الآن جزء من جواهر التاج البريطاني والإيراني، على التوالي. غادر نادر وقواته الأفشارية دلهي في بداية مايو 1739، ولكن قبل مغادرتهم، تنازل عن جميع الأراضي الواقعة شرق نهر السند، التي اجتاحها، لمحمد شاه. أصبح نهب المدينة وهزيمة المغول أسهل لأن كلا الطرفين كانا في الأصل من الثقافات الفارسية. حصل جيش نادر على ما يقرب من 120 مليار دولار من القوة الشرائية اليوم من دلهي إلى بلاد فارس. استغرق نقل الكنز 20.000 بغل و 20.000 جمل. عندما كان نادر مسافرًا إلى إيران، نزل قطاع الطرق على قافلته الضخمة ليلا لسرقة الحيوانات التي تحمل المجوهرات والذهب. رداً على ذلك، قام نادر بإحراق القرى المشتبه بإيوائها المجرمين.

## ما بعد الكارثة
النهب الذي تم الاستيلاء عليه من دلهي كان ثريًا لدرجة أن نادر أوقف الضرائب في بلاد فارس لمدة ثلاث سنوات بعد عودته. محافظ السند لم يمتثل لمطالب نادر شاه. كان انتصار نادر شاه على الإمبراطورية المغولية المنهارة في الشرق يعني أنه قادر على اللجوء إلى الغرب ومواجهة العثمانيين. بدأ السلطان العثماني محمود الأول الحرب العثمانية الفارسية (1743-1746)، حيث تعاون محمد شاه بشكل وثيق مع العثمانيين حتى وفاته عام 1748. وفقًا لـ اكسوورثي، نبهت حملة نادر الهندية شركة الهند الشرقية إلى الضعف الشديد لإمبراطورية المغول وإمكانية التوسع لملء فراغ السلطة. يدعي أكسوورثي أنه بدون نادر، «كان الحكم البريطاني في الهند في نهاية المطاف سيأتي في وقت لاحق وبصيغة مختلفة، ربما على الإطلاق - مع تأثيرات عالمية مهمة».
تزوج نجل نادر نصر الله من أميرة مغولية بعد النهب.